# GOOD Music
GOOD Music bildades 2004 och är ett skivbolag med inriktning mot hiphop och R'n'B. "GOOD" är ett akronym för 'Getting Out Our Dreams' och bolaget grundades av hiphopartisten och producenten Kanye West. Bland bolagets artister återfinns Pusha T, Big Sean, Mr Hudson, Kanye West, Mos Def, Q-Tip, D'Banj, 070 Shake och John Legend med flera. Flera artister tillhör inte längre GOOD Music såsom Common, Kid Cudi, GLC och Consequence med flera.